# Longosuchus
Longosuchus is een geslacht van uitgestorven aetosauriërs uit het Laat-Trias van Noord-Amerika en Marokko. Het was ongeveer drie meter lang.

## Taxonomie
Longosuchus werd oorspronkelijk benoemd als de soort Typothorax meadei in 1947 op basis van skeletresten uit de Otis Chalk-groeven in Howard County, in het westen van Texas. Hunt en Lucas (1990) erkenden Typothorax meadei als generiek verschillend van de typesoort Typothorax en noemden het Longosuchus ter ere van Robert Long.